# 30 Infanteriebataljon Bewaken Beveiligen Korps Nationale Reserve
30 Infanteriebataljon Bewaken Beschermen Korps Nationale Reserve (30 infbat BB - KNR), ook wel 30 Natresbataljon genoemd, is een Nederlandse militaire eenheid. Het is onderdeel van het Korps Nationale Reserve (Natres) en valt onder 13 Lichte Brigade. De reservisteneenheid omvat zo'n 900 reservisten die de brigade kan inzetten in Zuid-Nederland..
Het bataljon is verantwoordelijk voor:
- Bewakings- en beveiligingsopdrachten. Zoals wacht houden aan kazernepoorten of bewaken en beveiligen van ontruimde gebieden en vitale objecten als energiecentrales.
- Militaire bijstand bij rampenbestrijding, bijvoorbeeld bij watersnood en de uitbraak van besmettelijke dierziekten als mond-en-klauwzeer en varkenspest.
- Militaire bijstand aan civiele autoriteiten voor het handhaven van de openbare orde en veiligheid.
- Militaire steunverlening aan militaire transporten door Nederland bij grote oefeningen of inzet.
- Militaire steunverlening aan eenheden van de Nederlandse krijgsmacht tijdens vertrek of terugkeer van uitzending.
- Militaire steunverlening aan civiele autoriteiten bij grote evenementen, zoals de Nijmeegse Vierdaagse.
- Ceremoniële activiteiten, bijvoorbeeld Prinsjesdag en herdenkingen.

30 Infanteriebataljon Bewaken Beveiligen Korps Nationale Reserve bestaat uit een stafdetachement van circa 20 personen op de Generaal Majoor De Ruyter van Steveninckkazerne in Oirschot en vijf compagnieën. De compagnieën bestaan uit circa 150 personen, gecommandeerd door een kapitein. Elke compagnie telt vier pelotons van 35 man, geleid door een luitenant. Elk peloton omvat drie groepen van tien man, geleid door een sergeant.
Het bataljon is verantwoordelijk voor het gebied Limburg, Brabant en Zeeland. De compagnieën van het bataljon zijn om deze reden regionaal gespreid:
- Alfacompagnie (MC Ritthem) Ritthem)
- Bravocompagnie (Trip van Zoudtlandt Kazerne, Breda)
- Charliecompagnie (Generaal Majoor de Ruyter van Steveninckkazerne, Oirschot)
- Deltacompagnie (Hendrik van Nassau-Ouwerkerk Kamp, Brunssum, co-locatie Allied Joint Force Command Brunssum)
- Echocompagnie (Luitenant-generaal Bestkazerne, Vredepeel).

De Natres bestaat in totaal uit circa 3.800 actief dienende reservisten, verdeeld over drie regionaal georganiseerde bataljons van elk ongeveer 750 tot 900 militairen. De drie bataljons zijn ingedeeld bij 11 Luchtmobiele Brigade, 13 Lichte Brigade en 43 Gemechaniseerde Brigade.